# Niwen Paola
Paola Teijeira (Barcelona, 5 de gener de 1987), més coneguda com a Niwen Paola, és una joiera, instagramer i DJ.

## Biografia
Paola va néixer a Barcelona i va estudiar en el Liceu Francès. Va estudiar traducció a la universitat, però va deixar la carrera. Va decidir provar sort apuntant-se en un taller de joieria en el JORGC (Col·legi de Joiers, d'Orfebres de Rellotgers i de Gemmòlegs de Catalunya) i es va adonar que era la seva passió. Encara que no va acabar el curs, porta deu anys treballant com a joiera i actualment treballa en el taller de joieria d'una marca. Té una forta presència en xarxes socials, especialment a Instagram on té deu mil seguidors.

## Treball de joieria
Va començar a rebre reconeixement en xarxes socials fent tiaras d'estil élfic, però actualment realitza sobretot penjants serrats a mà amb bronze o llautó. Ha fet peces per celebrities com a Chatarras Palace o artistes com Bad Gyal, Pxxr Gvng i Pimp Flaco.
A l'octubre de 2018 va col·laborar amb el segell barceloní angoisse, realitzant una sèrie de peces d'edició limitada pel seu release “Flatline”.

## Treball com a DJ
Una altra de les seves passions és la música. És habitual veure-la punxar en festes barcelonines i els seus DJ sets són molt variats, ja que barreja estils com la makina, el punk i la rumba. Paola defineix la música de les seves sessions com lolailo, macarrilla i chumba chumba.

## Influències
El seu treball està influenciat principalment pels logos de marques i El Senyor dels Anells. De fet, el seu sobrenom ve de Nibenwen, el seu nom en élfic. Sobre la novel·la, Paola explica: “el Senyor dels Anells és el que més m'inspira. Tant en la meva manera d'actuar, o de ser amb la gent, com a l'hora de treballar perquè al final la meva professió és artesana. També la part musical està molt lligada als elfos perquè ells creen música. Tot el principi del meu treball ha estat inspirat a la Terra Mitjana, El Senyor dels Anells i els vikings".